# Rukajärvi
Rukajärvi är en sjö i Finland. Den ligger i kommunen Kuusamo i landskapet Norra Österbotten, i den nordöstra delen av landet, 700 km norr om huvudstaden Helsingfors. Rukajärvi ligger 308,1 meter över havet. Den är 13,85 meter djup. Arean är 3,2 kvadratkilometer och strandlinjen är 26,55 kilometer lång. Sjön  ingår i Koundaälvens huvudavrinningsområde.   Den ligger vid sjön Pyhäjärvi. 
I övrigt finns följande i Rukajärvi:
- Jänissaaret (en ö)
- Peltosaari (en ö)
- Lammassaari (en ö)
- Rytisaari (en ö)
- Leveäsaari (en ö)
- Pitkäkari (en ö)